# Татково
Татково (болг. Татково) — село в Болгарии. Находится в Кырджалийской области, входит в общину Кырджали. Население составляет 63 человека.

## Политическая ситуация
В местном кметстве Звиница, в состав которого входит Татково, должность кмета (старосты) исполняет Ниязи Назим Вели (Движение за права и свободы (ДПС)) по результатам выборов правления кметства.
Кмет (мэр) общины Кырджали — Хасан Азис (Движение за права и свободы (ДПС)) по результатам выборов в правление общины.